# Produkten- und Chemikalientanker

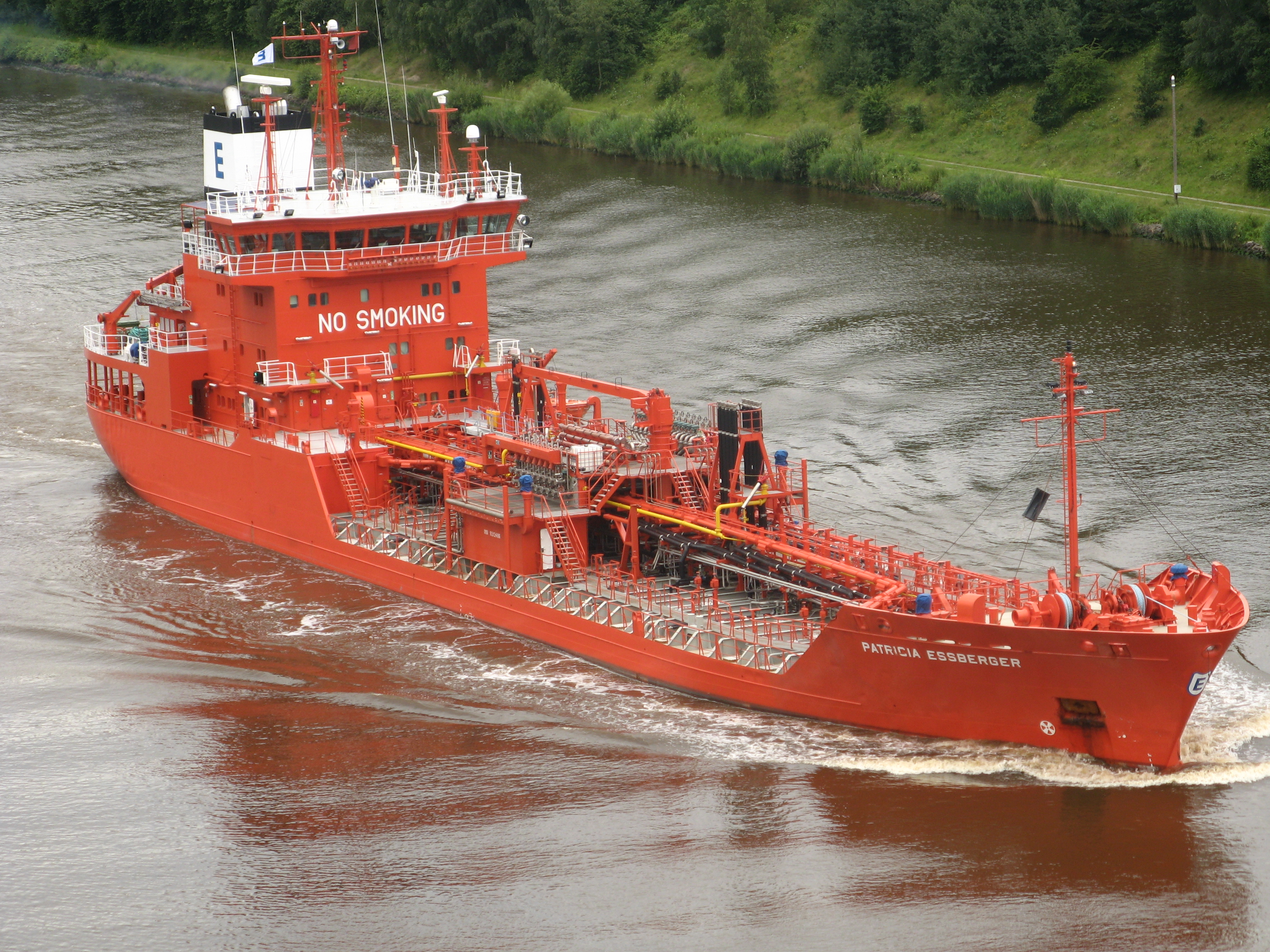
Chemikalientanker auf dem Nord-Ostsee-Kanal

Ein Produktentanker ist ein Tanker, der ausschließlich aus Erdöl gewonnene Halb- und Fertigprodukte transportiert. Chemikalientanker, auch Parceltanker genannt, transportieren sowohl petrochemische Produkte als auch Speiseöle, Säuren, Laugen und andere Chemikalien.
Beide unterscheiden sich vom Rohöltanker außer ihrer erheblich geringeren Größe durch eine engere Tankunterteilung, die Möglichkeit, verschiedene Produkte gleichzeitig zu fahren und umzuschlagen, sowie durch (z. B. mit Kunststoff) beschichtete oder Edelstahltankwände, die Korrosion durch aggressive Medien wie Benzin verhindern soll. Die engere Tankunterteilung erhöht die Baukosten und reduziert geringfügig die Nutzlast, ermöglicht aber eine flexiblere Reaktion auf eine schwankende Nachfrage nach Transportkapazitäten.

## Größte Reedereien
Quellen:
| Reederei                                     | Anzahl Schiffe | Größe in DWT |
| -------------------------------------------- | -------------- | ------------ |
| Stolt-Nielsen                                | 155            | 2.498.585    |
| Odfjell                                      | 87             | 2.090.949    |
| Navig8 Chemicals                             | 61             | 1.346.073    |
| United Product Tankers                       | 35             | 1.216.653    |
| Iino Kaiun Kaisha                            | 37             | 1.206.713    |
| Tokyo Marine                                 | 49             | 1.136.848    |
| Nordic Tankers                               | 100            | 1.108.274    |
| National Chemical Carriers                   | 23             | 1.026.400    |
| Stena Bulk                                   | 21             | 1.016.955    |
| Team Tankers International (Eitzen Chemical) | 49             | 909.224      |